# Greenup Gill
Der Greenup Gill ist ein kurzer Fluss im Lake District, Cumbria, England. Der Greenup Gill entsteht am Westhang des Greenup Edge Bergrückens zwischen dem High Raise im Süden und dem Ullscarf im Norden. Der Greenup Gill fließt in nordwestlicher Richtung und mündet am Südhang des Watendlath Fell in den Langstrath Beck, der von da an zum Stonewaithe Beck wird.